# 함양 사근산성
함양 사근산성(咸陽 沙斤山城)은 대한민국 경상남도 함양군 수동면 화산리 사근장터 뒤 연화산에 있는 돌로 쌓아진 산성이다. 1966년 9월 8일 대한민국의 사적 제152호 함양사근산성으로 지정되었으나, 2011년 현재의 명칭으로 변경되었다.

## 개요
경상남도 함양군 화산리 사근장터 뒤 연화산에 있는 돌로 쌓아진 산성이다.
이곳은 조선시대 경상도 지방 14개의 역길을 총괄하던 중심역인 사근역이 있던 곳이다. 성을 쌓은 시기는 확실히 알 수 없으나 산성의 규모와 이곳이 신라와 백제 사이의 분쟁지역이었다는 점을 생각해 보면 삼국시대에 세워졌다는 것이 추측된다. 성은 부분적으로 무너졌으나 비교적 잘 남아 있는 편이다. 둘레는 약 1,218ｍ이고, 연화산의 지형에 따라 쌓은 ‘ㅏ ’자형의 산성이다. 성벽은 네모난 가공석과 자연석을 약 5ｍ 높이로 정연하게 어긋쌓기를 하였는데 밑바닥의 넓이가 5ｍ나 된다.
이 산성은 영남지방과 호남지방을 연결하는 교통의 요충지이며, 지형상으로도 세방향이 남강을 끼고 절벽을 이룬 전략지로써 호남지방의 곡창지대를 노리는 왜구의 침입을 차단하는 중요한 구실을 했던 곳이다.

## 특징
사근산성은 함양의 외성격인 동시에 남북 관통로의 중요한 곳이다. 삼국시대의 함양은 위치로 보아 신라, 백제의 접경이 되었기 때문에 이곳은 양국의 분쟁지역이었을 것이다.'동국여지승람' 함양군 성곽조에는 석축의 둘레가 2,796척이라 하고 그 안에는 세 개의 연못이 있으며, 성안에는 봉수대가 있었다고 전하고 있고 지금도 그 형태는 뚜렷이 남아 있다.
성양읍지(成陽邑誌)에 의하면 이 성을 무찌른 왜적이 단숨에 함양을 공략하고 호남으로 쳐들어가 남원 운봉에서 이성계에게 섬멸되었다고 한다. 따라서 이 지역은 신라·백제의 국경분쟁과 왜구의 침략으로 시달리던 곳이었던 만큼 본 성의 중요도가 짐작된다.
복원을 위하여 성을 실측 조사한 결과 둘레는 총 1,218 미터로서 석축의 잔존부는 편평 자연석 또는 가공석의 정연한 어금쌓기로 되어 있으며, 축조상태는 매우 견고하며, 높이는 4 미터 정도의 본래 성 높이를 그대로 유지하고 있는 부분이 많다.

## 참고 자료
- 함양 사근산성 - 국가유산청 국가유산포털